# Станко Світлана Олександрівна
Світлана Олександрівна Станко (нар. 13 травня 1976) — українська легкоатлетка, що спеціалізується на марафонському бігу, учасниця Олімпійських ігор 2016 року.  Майстер спорту міжнародного класу, чемпіонка України з марафонського бігу. Переможниця  марафонів у Салоніках (2010 р.), Цюриху (2011 р.), Варшаві (2011 р., 2014 р.), а також переможниця та призерка інших міжнародних марафонів та престижних пробігів у Європі та світі. Співзасновниця Rivne Running Club.

## Основні досягнення
| Рік  | Чемпіонат        | Місце проведення         | Місце | Результат |
| ---- | ---------------- | ------------------------ | ----- | --------- |
| 2016 | Олімпійські ігри | Ріо-де-Жанейро, Бразилія | 66    | 2:42:26   |